# Mitzvot deRabbanan
Article principal : Mitzva
Les Sheva Mitzvot deRabbanan (Araméen שבע מצוות דרבנן, Hébreu, שבע מצוות להרבנים Sheva miztvot leharabbanim) sont sept prescriptions de source non pas biblique, mais rabbinique.
Elles ont été instituées par les Sages de l'ère talmudique, afin de "faire une haie aux paroles de la Torah", c'est-à-dire afin d'établir un garde-fou contre la transgression.
Bien que non-bibliques, elles sont largement suivies par les adhérents au judaïsme rabbinique, mais totalement ignorées par les adeptes du judaïsme karaïte, qui y voient une violation flagrante du Dt 12,32 ("Tu n'y ajouteras rien, tu n'en retrancheras rien"). 
Les sept mitzvot sont (par ordre d'apparition dans le Talmud) :
- Berakhot  (bénédictions)

prescription de dire une bénédiction pour les délices de ce monde, la réalisation des mitzvot, et divers évènements de la vie.

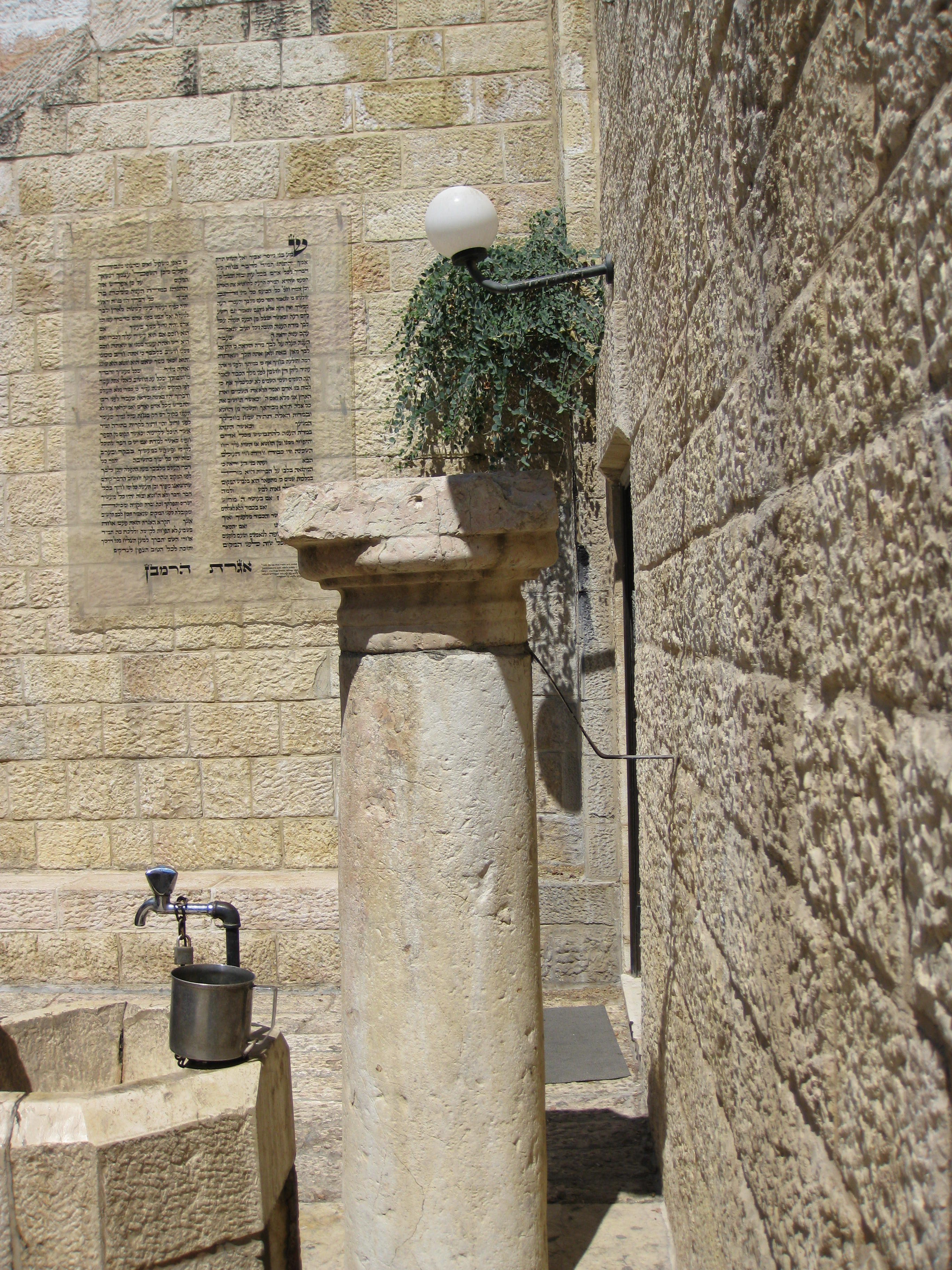
robinet et Kéli pour l'ablution des mains

- Netilat yadaïm (ablution rituelle des mains)

prescription de se laver les mains avant le repas, à l'aide d'un récipient et d'eau propre. (Cette prescription, dans laquelle beaucoup ne voient qu'un souci d'hygiène, a fait beaucoup pour la survie des Juifs, notamment lors des épidémies de peste, mais elle mena également par là même à les faire accuser d'empoisonner les puits).
- Érouvin (domaines "mélangés")

possibilité de transporter à Shabbat en des trajets bien définis.
- Hallel (louange)

prescription de lire certains psaumes lors de l'office du matin des fêtes de pèlerinage (Pessa'h, Shavouot et Souccot), de Hanoucca et de la néoménie.
- Nerot Shabbat (les bougies du Sabbath)

prescription pour toute la famille d'allumer au moins une paire de bougies le soir du Sabbat.
Les karaïtes estiment au contraire qu'il faut éteindre tout feu, naturel ou artificiel.
- Meguila (Rouleau)

prescription de lire la Meguilat Esther à Pourim -- la veille et le jour de Pourim.
- Nerot Hanoucca (les bougies de Hanoucca)

prescription d'allumer des bougies pendant les huit jours de Hanoucca.
Selon un moyen mnémotechnique, les Mitzvot deRabbanan sont :
- Sheba'h שבח (Louange, c'est-à-dire Hallel)
- Meguila מגילה
- Érouvin עירובין
- Berakhot ברכות
- Nerot Shabbat נרות שבת et Nerot Hanoukka נרות חנוכה
- Yadaïm ידיים (les mains, c'est-à-dire leur ablution)

dont l'acronyme est SheMA BeNY (שמ"ע בנ"י, cf Pr 1,8 - "Écoute, mon fils")